# Склокін Володимир В'ячеславович
Володимир В'ячеславович Склокін (нар. 1981, Харків) — український історик та перекладач. Доцент кафедри нової і новітньої історії України та координатор міждисциплінарної магістерської програми з публічної історії Українського католицького університету.

## Освіта і професійна діяльність
Навчався в Харківському національному університеті імені В. Н. Каразіна, спочатку на економічній спеціальності, але потім перевівся на історичний факультет. 2004 року здобув ступінь магістра історії, тема магістерської роботи: «Населення Слобідської України: динаміка чисельності і структури (1765–1796 рр.)». З 2005 року — аспірант ХНУ ім. Каразіна. У 2010 році захистив кандидатську дисертацію на тему «Військові обивателі Слобідської України: інтеграція до імперського суспільства (1765–1798)».
З лютого 2008 року — член Харківського історико-філологічного товариства.
У 2005–2009 роках — викладач (з 2007 — старший викладач) кафедри соціально-гуманітарних дисциплін Харківського інституту кадрів управління. 2009–2013 рр. — старший викладач, доцент кафедри історії Східноукраїнської філії Міжнародного Соломонового університету (Харків).
Стажувався в Центрі міської історії Центрально-Східної Європи (лютий 2008 — лютий 2009), Університеті імені Адама Міцкевича у Познані (січень-лютий 2011 р.), Кембриджському університеті (липень 2012), Інституті наук про людину у Відні (вересень 2013 — липень 2014), Українському науковому інституті Гарвардського університету (жовтень 2014 — січень 2015).
У квітні-серпні 2015 року працював дослідником у Центрі міської історії Центрально-Східної Європи у Львові. Протягом кількох років був редактором сайту Historians.in.ua.
З вересня 2015 року викладає в Українському католицькому університеті.
Основні наукові зацікавлення: соціальна та культурна історія України XVIII–XIX ст., національні студії, теорія та історія історіографії. Станом на 2018 рік працює над дослідженням, що присвячене дискусіям про суспільну значущість історії в східноєвропейських та англо-американській історіографіях, в рамках якого пише монографію про інтелектуальні джерела консервативної політики пам'яті в постсоціалістичних Польщі та Україні.

## Праці
Редаговані книжки
- Войцех Вжосек. Історія-культура-метафора. Постання некласичної історіографії; Про історичне мислення / Пер. В. Сагана, С. Сєрякова та В. Склокіна, ред. А. Киридон, С. Трояна та В. Склокіна. Київ: Ніка-Центр, 2012.
- Ева Доманська. Історія та сучасна гуманітаристика: дослідження з теорії знання про минуле / Пер. В. Склокіна, ред. В. Склокіна та С. Трояна. Київ: Ніка-Центр, 2012.
- Томаш Стриєк. Невловні категорії: нариси про історію і політику у сучасних Україні, Польщі та Росії / Пер. С. Сєрякова, І. Склокіної та В. Склокіна, ред. В. Склокіна. Київ: Ніка-Центр, 2015.
- Тімоті Снайдер. Чорна Земля. Голокост як історія і застереження / Пер. з англ. Павло Білак, Олеся Камишникова, Тетяна Родіонова, ред. Володимира Склокіна. Київ: Медуза, 2017.
- Степан Величенко. Імперіалізм і націоналізм по-червоному: українська марксистська критика російського комуністичного панування в Україні (1918–1925) / пер. з англ. С. Сєряков, наук. ред. В. Склокін, С. Сєряков. Львів: Видавництво УКУ, 2017.

Статті
- Франклін Анкерсміт – теоретик ризикованої історіографії // Україна Модерна. 2009, 4(15). С. 237–245.
- Після постмодернізму // Український гуманітарний огляд. 2010, 15. C. 9–23.
- Суспільна значущість історії в сучасній Україні: деякі попередні міркування // H!storians. 25.10.2012.
- “Nationalization” of the Past and the Problem of the Social Relevance of History in Contemporary Ukraine // Sensus Historiae. Studia Interdyscyplinarne, 2013, no 3, pp. 55–68.
- Стаючи публічними: історики як публічні інтелектуали у пострадянській Україні // Критика. 2014, 5-6 (199–200).
- Spory o historię w sferze publicznej na współczesnej Ukrainie // Kultura i społeczeństwo. 2015, 2, s. 47–61.
- Українська історіографія і постмодернізм: спроба попереднього підсумку // Historia historiografii i metodologia historii w Polsce i na Ukrainie, pod redakcją Jerzego Maternickiego, Joanny Pisulińskiej i Leonida Zaszkilniaka, Rzeszów, 2015, s. 79–91.
- Чи існувало українське Просвітництво? Кілька міркувань із приводу незавершеної історіографічної дискусії // Київська старовина. 2015, 12, с. 146–159.
- Between Objectivity and Politics: Debating the Public Use of History in Contemporary Ukraine // A Jubilee Collection: Essays in Honor of Professor Paul Robert Magocsi on his 70th Birthday, ed. by Patricia Krafcik and Valerii Padiak, Uzhorod-Prešov-New York, 2015, pp. 523–541.